# Velo-dog

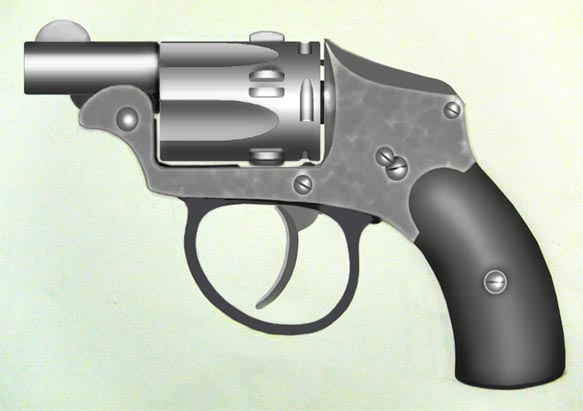
Modelo inicial do velo-dog com guarda-mato

O velo-dog (também conhecido como revolver de poche) era um revólver de bolso originalmente criado na França por René Galand, filho de Charles-François Galand no final do século XIX como uma defesa para ciclistas contra ataques de cães. O nome é uma palavra composta de "velocipede" (velocípede) e "dog" (cão).

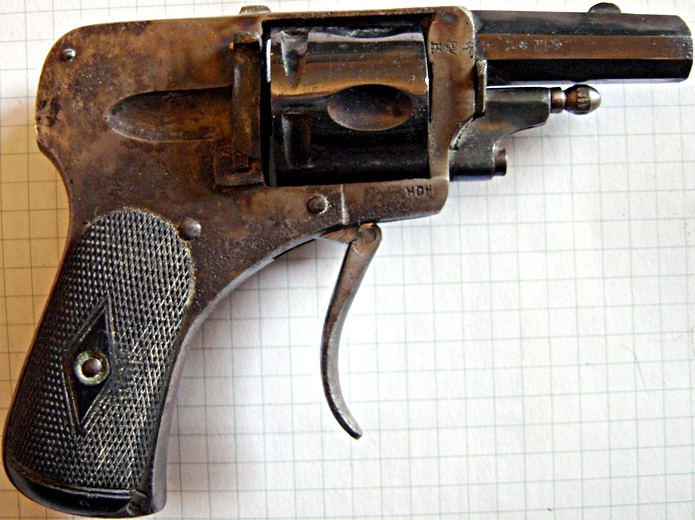
Um velo-dog do início do século XX fabricado pela HDH (nome do modelo: Lincoln-Bossu)

Os exemplos ainda existentes variam consideravelmente na aparência, mas têm certas características em comum. O cão da arma é coberto para evitar que prenda na roupa, então a arma é apenas de ação dupla. Todos têm canos curtos e disparavam originalmente o cartucho 5,75mm velo-dog (calibre .22), embora muitos dos velo-dogs produzidos depois de 1900 aceitassem cartuchos .22 LR ou .25 ACP. Outra característica de muitos modelos velo-dogs posteriores é a ausência de guarda-mato, e um gatilho que se dobra no corpo da arma quando não está em uso. Para os mais humanos, havia cartuchos carregados com pimenta caiena ou pó, ou que continham balas feitas de cera, madeira ou cortiça.

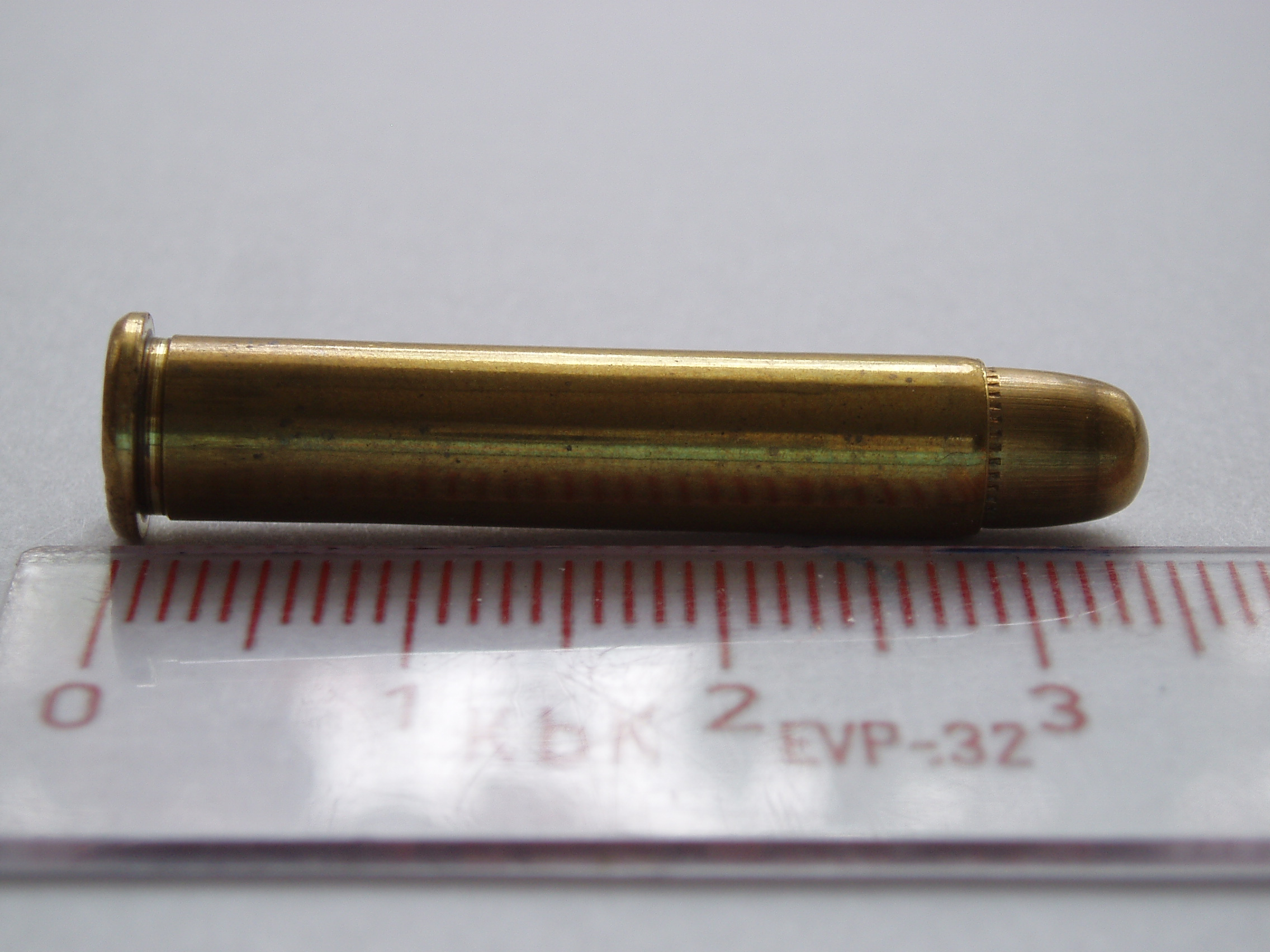
Cartucho 5,75mm velo-dog

O revólver original usa o cartucho 5,75mm velo-dog de propriedade da empresa Galand, um cartucho de fogo central de 5,5 mm (nominalmente 5,75) ligeiramente menos potente que o .22 Long Rifle, usando uma bala encamisada. O cartucho ainda é, ou era até muito recentemente, fabricado pela Fiocchi.
Apesar da baixa energia do tiro, foi registrado um caso de suicídio em que uma mulher deu dois tiros na própria têmpora com um revólver velo-dog .25 (6,35 mm) antes de sucumbir.

## Na cultura popular
- Um velo-dog faz uma pequena aparição como a pistola ocultável de um assassino no romance A Morte de Aquiles, da série Erast Fandorin de Boris Akunin.[7]